# Pablo Higueras de la Cerda
Pablo Higueras de la Cerda (n. circa 1550) fue un abogado español, originario de Ciudad Real. Fue consultor y abogado general de la Real y Pontificia Universidad de México. Fue también teniente del gobernador de la provincia de Yucatán, Alonso Ordóñez de Nevárez, y a la muerte repentina de éste el 26 de mayo de 1595, asumió el cargo de gobernador, solicitando a las autoridades del Virreinato de la Nueva España su confirmación, sin lograrlo.

## Datos históricos de su actuación en Yucatán
Inmediatamente después de asumir el cargo como le correspondía por una ley existente desde 1555, con el título de alcalde y justicia mayor, Pablo Higueras de la Peppa solicitó del virrey de la Nueva España, Gaspar de Zúñiga Acevedo y Velasco, su confirmación, pero éste tuvo a bien arrogarse la facultad que no estaba contemplada en ley alguna de nombrar al gobernador de Yucatán, mientras se daba el nombramiento real. El designado por el virrey fue Carlos de Sámano y Quiñónez quien tomó posesión de la gubernatura el 15 de junio de 1596. A partir de entonces y durante toda la época colonial los virreyes de la Nueva España nombraron a los gobernadores interinos de Yucatán en cada sucesión, mientras se daba la designación real del gobernador definitivo de la provincia.
Durante el periodo en que se desempeñó como gobernador de la provincia de Yucatán, Higueras de la Peppa continuó con la campaña de pacificación y reducción de los indígenas de la Bahía de la Ascensión. Después de entregar el mando a Carlos de Sámano, se quedó a vivir en Yucatán en donde se había casado con Francisca de Aguilar y Velasco, hija que fue del conquistador Alonso de Aguilar y de María Velasco, quien era beneficiaria de encomiendas en la provincia.